# Marano Marchesato
Marano Marchesato ist eine italienische Gemeinde mit 3348 Einwohnern (Stand 31. Dezember 2023) in der Provinz Cosenza in Kalabrien.

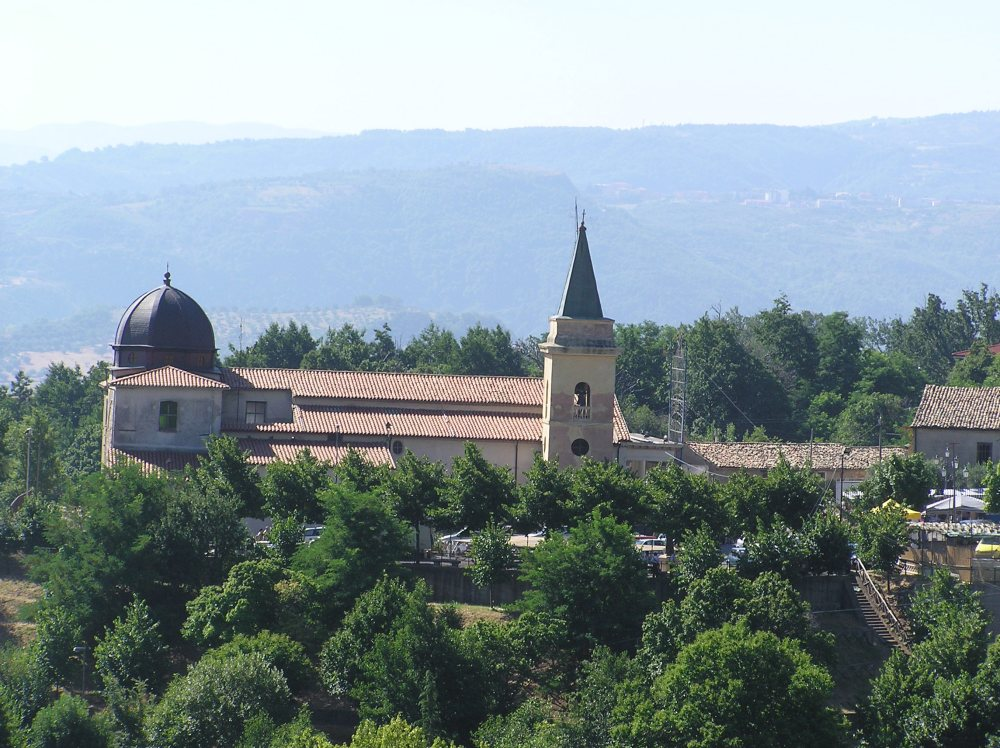
Panorama

Das Gebiet der Gemeinde liegt auf einer Höhe von 550 m über dem Meeresspiegel und umfasst eine Fläche von 5 km². Marano Marchesato liegt etwa 13 km westlich von Cosenza. Die Nachbargemeinden sind Castrolibero, Marano Principato, Rende und San Lucido.
Über die genaue Gründung des Ortes ist nichts bekannt.